# Acipenser sinensis
Acipenser sinensis är en art av familjen störfiskar som finns i Yangtzefloden i Kina.

## Utseende
Som alla störar är arten en avlång fisk med hajliknande kropp utan fjäll. Munnen sitter på undersidan av huvudet och har 4 skäggtömmar framför sig. Kroppen täcks av 5 rader med benplattor. Som mest kan arten bli 5 m lång och väga 600 kg, men är normalt mycket kortare. Ryggfenan har 50 till 57 mjukstålar, och analfenan 32 till 40. Ryggen är blåsvart med rödbruna till grå sidor och vit buk.

## Vanor
Acipenser sinensis är en anadrom bottenfisk, det vill säga den lever normalt i salt- och brackvatten, men går upp i floder för att leka. Födan består av vattenlevande insektslarver, kräftdjur som räkor och fiskar.

### Fortplantning
Honan blir könsmogen vid en ålder av 13 till 28 år, hanen mellan 8 och 18. Leken börjar i juni till juli med att fiskarna samlas vid Yangtzes mynning för att vandra upp till Gezhoubadammen som de når i september eller oktober. Efter övervintring börjar den egentliga leken följande oktober – november vid en vattentemperatur av 15 till 20oC. Äggen är mycket stora och sjunker till bottnen. Ynglen simmar till havet efter kläckningen, där de uppehåller sig nära kusten och lever på ryggradslösa bottendjur.

## Utbredning
Acipenser sinensis  hade tidigare en stor utbredning och fanns i sydvästra Korea, västra Kyushu i Japan samt i Kina, där den lekte i floderna Yangtze, Qiantang, Minjiang och Zhujiang. Numer har den gått kraftigt bakåt och finns endast i Yangtzefloden samt kustnära vatten i Gula havet  och Östkinesiska havet.

## Status
IUCN har klassificerat arten som akut hotad ("CR", underklassificeringar "A2bcd", "B2ab(i,ii,iii,iv,v)", "C2a(ii)") och populationen minskar. Historiskt är orsaken framför allt överfiske; det största problemet för närvarande är emellertid dammutbyggnaderna, som hindrar arten i sina vandringar till lekområdena. Inte minst Gezhoubadammen, som byggdes 1988, har bidragit till nedgången. Uppförandet av de tre ravinernas damm har ytterligare förvärrat situationen. Idag (2010) finns bara en lekplats på omkring 4 km flod kvar. Mellan 1970-talet och perioden 2005 – 2007 har antalet lekande individer minskat från 10 000 till mellan 203 och 257 stycken, vilket innebär en minskning på 97,4 till 98 %. Ungfiskar har i stor utsträckning fötts upp i fiskodlingsanläggningar och släppts ut i det fria, över 9 miljoner totalt under åren 1983 till 2007, men överlevnadsprocenten är låg och IUCN betraktar resultatet av ansträngningarna med viss skepsis.